# Alphonse Maeroudt
Alphonse Maeroudt (Oostende, 1850 - ?) was een Belgische schilder van landschappen en marines.

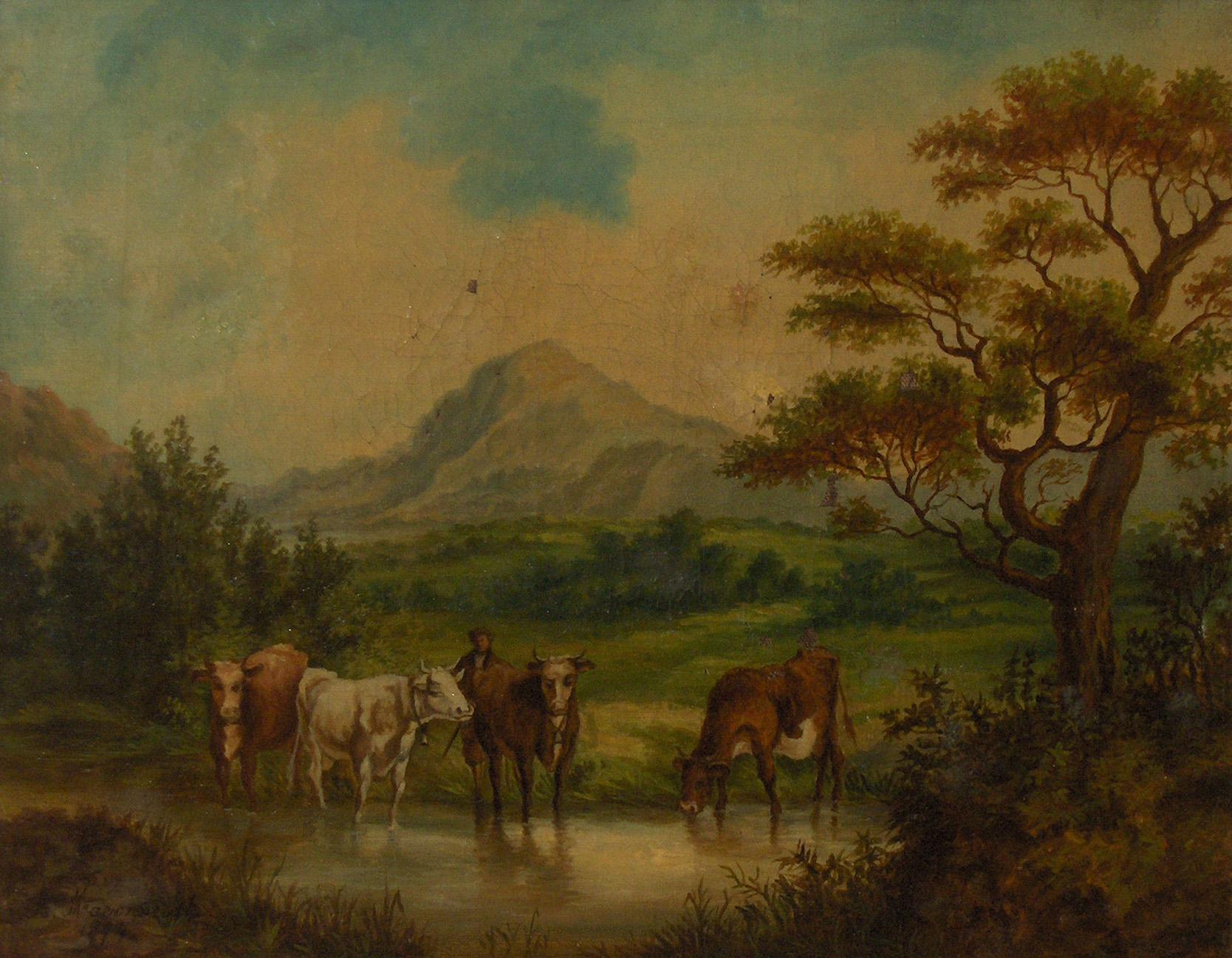
"De drinkplaats" (1874)

Er is zo goed als niets over zijn leven bekend. Deze kunstschilder was lid van de Oostendse kunstkring Cercle Artistique d' Ostende. Er komen nog geregeld werken van hem op kunstveilingen.